# Popiersie Władysława Stanisława Reymonta w Radomsku
Popiersie Władysława Stanisława Reymonta – popiersie zlokalizowane na skwerze Marcina Ziółkowskiego w Radomsku.  

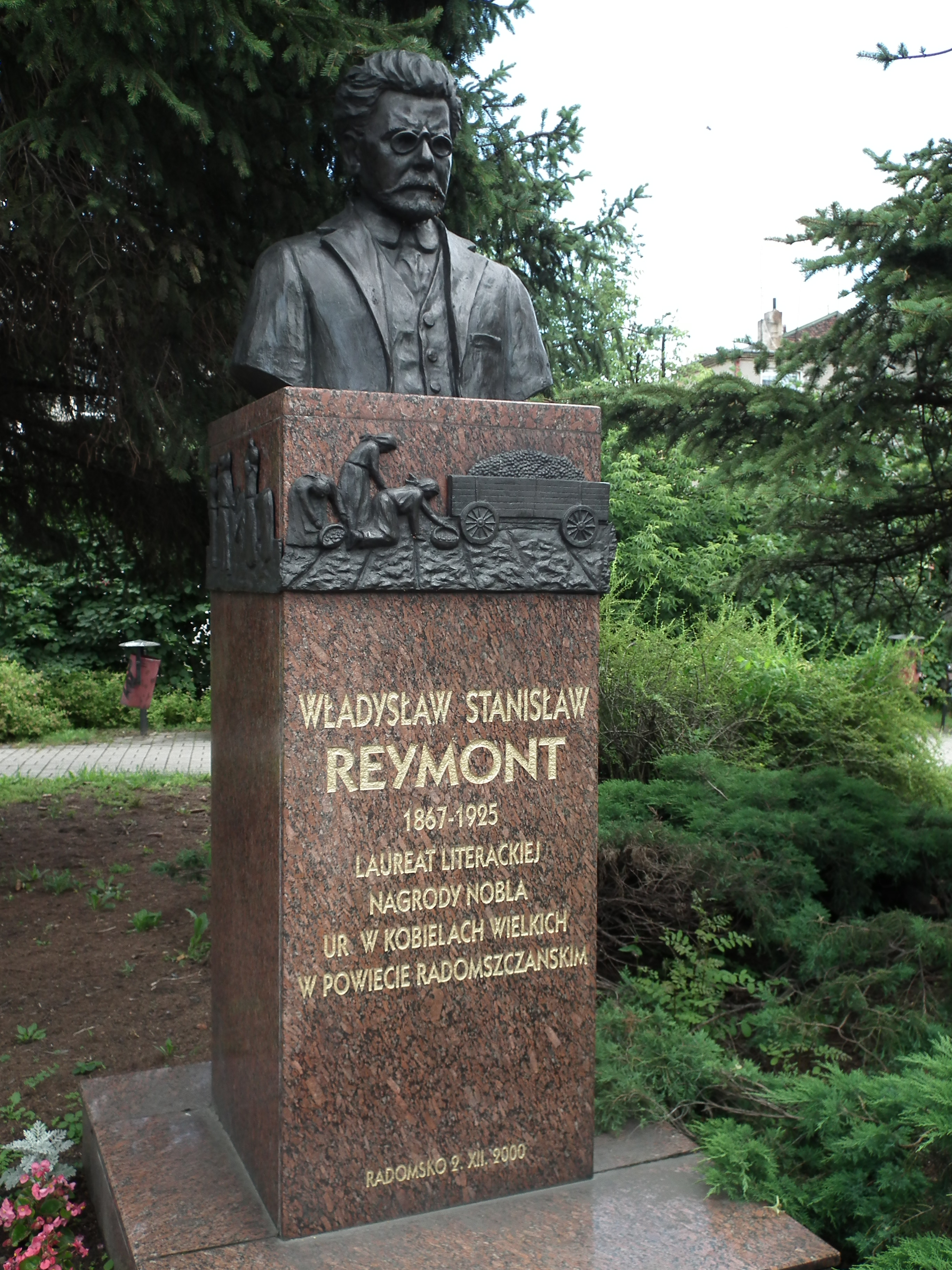
Pomnik Władysława Stanisława Reymonta w Radomsku (2016)

Popiersie zostało odsłonięte 2 grudnia 2000 r. Zostało umieszczone na cokole ozdobionym płaskorzeźbami przedstawiającymi prace w polu. W 2020 r. obiekt poddano remontowi.